# MathWorld
MathWorld – encyklopedia matematyczna online, sponsorowana przez Wolfram Research, twórcę i producenta programu Mathematica; współsponsorem jest National Science Foundation (National Science Digital Library).

## Historia
Twórca strony Eric W. Weisstein, w latach 90. student fizyki i astronomii, miał zwyczaj pisać dokładne notatki z wykładów z matematyki. W 1995 udostępnił te notatki online i nazwał je "Eric's Treasure Trove of Mathematics"; zbiór zawierał setki artykułów z szerokiego spektrum zagadnień matematycznych i był najlepszym w tamtym czasie zbiorem z tej dziedziny wiedzy w Internecie, cieszącym się dużą popularnością. Eric sukcesywnie rozwijał i poprawiał swój serwis, przyjmując też korekty i komentarze od czytelników.
W 1997 Weisstein zawarł umowę z CRC Press, na mocy której zawartość witryny została opublikowana drukiem i na CD-ROM, pod tytułem "CRC Concise Encyclopedia of Mathematics". Wersja online została znacznie ograniczona. W 1999 Weisstein zatrudnił się w firmie Wolfram Research, która przemianowała Math Treasure Trove na MathWorld i umieściła pełną wersję pod adresem http://mathworld.wolfram.com.
W 2000 r. CRC Press wytoczyła proces Wolfram Research, Stephenowi Wolframowi i Ericowi Weissteinowi, zarzucając naruszenie warunku kontraktu, jakim miało być pozostawanie encyklopedii w formie drukowanej. Decyzją sądu witryna została zamknięta, ale sprawa została ostatecznie rozwiązana w drodze ugody pozasądowej – WR wypłacił nieujawnioną sumę odszkodowania, natomiast serwis pojawił się ponownie w Sieci, bez żadnych ograniczeń, ale w każdym haśle została umieszczona informacja o prawach autorskich, zaś CRC uzyskała prawo do drukowania MathWorld.
Sprawa odbiła się szerokim echem w Internecie w chwili zamknięcia serwisu. Wiele osób oskarżało CRC Press o chciwość i żądało przywrócenia encyklopedii online. Wiele osób zdecydowało się tworzyć encyklopedię matematyczną od zera, a do encyklopedii sieciowych o najbardziej rozbudowanych zasobach matematycznych należą dziś PlanetMath i Wikipedia.
W niektórych kręgach, szczególnie w grupie dyskusyjnej sci.math, pojawiają się dyskusje dotyczące jakości haseł MathWorld. Chociaż generalnie nie jest ona kwestionowana, okazjonalnie wytykane są w niej błędne informacje, aczkolwiek MathWorld nie jest traktowana jako źródło ostateczne i rozstrzygające, a raczej jako wstęp do zagadnień.